# IDGAF
（英語「I don't give a fuck」（大意：我他媽的不在乎）的首字母缩写）是英國歌手杜娃·黎波的歌曲，作為第八首兼最後一首單曲收錄於她的同名出道專輯中，由華納兄弟唱片於2018年1月12日釋出。這首歌由黎波、MNEK、拉爾茲·普林西帕托、史凱勒·史東斯翠、威士忌·瓦特與其製作人科茲共同創作。黎波在這首以電子悶音吉他和軍鼓為背景的流行曲，用冷酷鎮定的聲音唱出想與前男友切割的心情。
精良的製作及記述分手後的歌詞受到部分樂評家的讚揚，並被視為黎波上一支單曲〈愛情守則〉的續作。這首歌打進全球20個地區的音樂排行榜前十位，並獲得六個國家的多白金銷售認證。在英國，取得單曲排行榜第3位，並獲英國唱片業協會認證為雙白金唱片。歌曲入圍2019年全英音樂獎「年度英國單曲」。
伴隨歌曲發布的音樂錄影帶由亨利·斯科菲爾德執導。影片裡黎波隨著舞團與他們的分身進行一場舞蹈對戰，當中身穿紫裝的一方象徵主掌自己意志的靈魂；穿著橘裝的一方則象徵較脆弱多情的靈魂。該錄影帶入圍2018年MTV音乐录影带大奖「最佳編舞」及2019年全英音樂獎「年度英國錄影帶」。黎波曾在多個脫口秀節目現場表演，例如《艾倫·狄珍妮秀》、《吉米夜現場》和《荷伯報到》。歌曲在經過北方的安娜、年輕佛朗哥和薩维蒂混音後，受到近一步的推廣。

## 背景與製作
由杜娃·黎波、MNEK、拉爾茲·普林西帕托、史凱勒·史東斯翠、威士忌·瓦特與其製作人科茲共同創作。他們於2017年2月在美國洛杉磯創作了這首歌，是黎波為她同名專輯錄製的最後一首歌。黎波接受採訪時表示，這首歌受到一位曾對她非常惡劣的前男友的啟發。在他們已經分手很長一段時間後，男方再度回頭向她發簡訊問安，並表示對她音樂的讚賞，這使她心想：「是什麼讓他有臉敢打電話過來看看我過得怎樣？ 難道他沒意識到他造成的傷害嗎？」她亦表示，歌詞內容並不全是真的。這首歌在洛杉磯Paramount工作室和英國倫敦薩姆音樂村錄製，混音由喬什古德溫完成，母帶由約翰·戴維斯在倫敦大都會母帶公司處理。
在音樂性上，是一首流行派別歌曲，全長3分36秒。這首歌以E小調的
拍創作，每分鐘達100拍，音樂的和弦進程為Em–D–G/Bm–C。伴奏以悶音电吉他彈奏的電子風重複樂段、軍鼓、鋼琴及多層和聲構成。在此當中，黎波將想與她重修舊好的前男友設作歌唱對象，用冷酷鎮定的聲音唱出不想再與他牽扯的心情。她的音域範圍從D3升至D5，共跨越了兩個八度。這首歌被視為黎波上一首單曲〈愛情守則〉的續作。

## 發行與推廣
最初於2017年6月2日由華納兄弟唱片作為同名首張專輯的第五首收錄曲發行。同年11月，眼見〈愛情守則〉的成功，黎波宣布也將在2018年作單曲發行。2018年1月8日，她在社交媒體公布歌曲的封面及發行資訊。2018年1月12日，作為《杜娃·黎波》第八支兼最後一支單曲以數位下載和串流媒體形式在多國發行，歌曲的電台剪輯版本也於同日以數位下載形式釋出。隔週，歌曲被派往澳洲、義大利和俄羅斯的當代流行電台。2018年2月27日，歌曲衝擊美國當代流行電台，成為專輯第四支派往該國的單曲。
2018年2月23日，歌曲的混音EP由環球和華納兄弟發行到多國，當中收錄了Hazers、北方的安娜、Darius 、年輕佛朗哥的混音。在奧地利、德國和瑞士版本的EP還增收了B-Case的額外混音。第二張混音EP於2018年5月4日發行，它各輯錄了由B-Case、Initial Talk、Diablo和Rich Brian兩人製作的混音，還有一首由薩维蒂客串的混音和一首原聲曲目。Hazers和Initial Talk混音包含在《杜娃·黎波》的日語特別版，以及2018年重新發行的日語版《杜娃·黎波：完整版》中。2018年7月17日，黎波透過YouTube上傳這首歌的法語Demo。她原本打算與饒舌歌手吉司大師跨刀合唱，但那個版本至今仍未發布。這首歌的現場版本作為第三首曲目收錄在黎波的《Deezer Sessions》EP中，於2019年4月11日發行。

## 專業評價
《新音乐快递》的傑米·米爾頓（Jamie Milton）將比作「分手後的一拳」，而《多克》的傑米·繆爾（Jamie Muir）則認為它「降低了泡泡糖的銳利度」。《衝突》的亞歷克斯·格林（Alex Green）覺得鼓聲清脆且歌詞尖刻，稱可能是專輯中最好的曲目。AllMusic的尼爾·Z·楊（Neil Z. Yeung）稱這首歌為「厚臉皮的紅髮艾德式重唱」，為任何曾被愛燃燒過的人提供了完美的頌歌。The 405的肖恩·沃德（Sean Ward）稱讚這首歌是「體育場的蹂躪者」，並預測它將成為「休眠的熱門歌曲」以及「（黎波）排行榜統治地位的長期光明指標。」最後，他表示宏偉的副歌和令人難忘的記憶點讓歌曲成為「電台A咖，同時保持了微妙的冷靜」。
MusicOMH的本·霍格伍德（Ben Hogwood）稱讚了的果斷堅決和黎波「別惹我」的態度，但評論它「削弱了質感」。倫敦《旗幟晚報》的瑞克·皮爾森（Rick Pearson）表示這首歌展現了黎波「更潑辣的一面」。The Digital Fix的馬克斯·馬佐諾維奇（Max Mazonowicz）覺得旋律「棒極了」，而副歌「強而有力」、「不適合在上班時聽」。Jenesaispop的（Sebas E. Alonso）稱這首歌為「自給自足的讚歌」，並將其吉他聲與紅髮艾德的〈妳的樣子〉和TLC的〈No Scrubs〉進行比較。在《The Line of Best Fit》的負面評論中，克萊爾·比德爾斯（Claire Biddles）認為歌曲過於勉強，好似在說服自己不在乎一樣，失去了輕鬆無憂的形象。榮獲2019年BMI流行音樂獎，並入圍2019年全英音樂獎「年度英國單曲」。

## 商業成績
於2018年1月5日空降英國單曲排行榜第55名，七週後來到最高峰第3名，並在21週後離開榜單，連續在榜29週。2019年5月，單曲因等價銷量超過1,200,000張被英国唱片业协会認證為雙白金唱片。於2017年12月29日空降爱尔兰单曲榜第92名，並在其後一個月登頂，共駐足該榜24週。在歐洲其他地區，歌曲在奧地利、比利時、克羅埃西亞、希臘、荷蘭、挪威、波蘭、葡萄牙、蘇格蘭和斯洛維尼亞均擁有前十名的成績。
在2018年2月4日公布的澳大利亚唱片业协会榜中，排名第23，接著於4月8日當週升至第3名。歌曲在榜上前十名維持9週，總共停留协会榜21週。這首歌在紐西蘭也有類似表現，它首次上榜時位居第38名，最高峰時維持第5的名次2週。因曲目等價單位分別達到30,000和280,000張，獲得新西兰唱片音乐协会1白金和澳大利亚唱片业协会4多白金認證。歌曲亦進入以色列、馬來西亞和新加坡的排行榜前十名。
在美國，於2018年1月27日空降《告示牌》百大單曲榜第92名，並在6月9日來到最高峰第49名。歌曲在《告示牌》舞曲夜店歌曲榜拿下冠軍，成為她在該榜的第四支冠軍單曲。對於該國的成人當代和當代熱門電台榜，這首歌分別在成人四十強單曲榜和主流四十強單曲榜上拿下第36名和第12名的成績。單曲因等價銷量超過200萬獲得美國唱片業協會雙白金認證。以第29名進入加拿大百强单曲榜，並因等價銷量達到320,000張獲頒加拿大音乐协会5多白金認證。
2018年4月9日，在音樂串流平台Spotify的播放總量突破了3億，成為黎波第3支達到這一里程碑的單曲。

## 音樂錄影帶

### 背景與發布
的音樂錄影帶於2018年1月12日透過YouTube首播。錄影帶由亨利·斯科菲爾德（Henry Scholfield）執導视觉效果。黎波表示這是她拍攝過「最艱難和最具挑戰性的影片」，團隊用單顆鏡頭連續追蹤她22個小時才完成。莫薩特擔任創意指導，馬里恩·莫廷（Marion Motin）負責編舞
。
我們希望在曲目中體現賦權感，同時超越字面上分手的語境。我們想到了內心鬥爭的視覺效果，展現杜娃情緒狀態的兩面向，就像在與你的愛人爭辯一樣。堅強的杜娃起初斥責，然後最終勸服她較弱的另一個自我，他們都他媽的不在乎了。——導演斯科菲爾德補充道。

### 概要

音樂錄影帶中黎波夥同跟她穿相同顏色衣服的舞者對抗他們的分身

影片開始時，鏡頭在白色橢圓形燈下的青金石藍色房間周圍平移。可以看到兩個版本的黎波都穿著有領扣的露腹短上衣套裝，惟一個顏色為紫，一個為橘。橘衣黎波將頭髮全部往後梳齊，紫衣黎波綁有一顆整潔的髮髻。他們分別代表分手後從脆弱、多愁善感，至重拾自我的精神階段。黎波的伴舞者陸續從畫面中一一出現，他們與其分身各穿著與黎波同款式的橘、紫套裝，並以舞蹈演繹一場心靈的矛盾爭辯。他們在對手中間曳步穿梭。而在手勢揮舞的幅度逐漸加重下，他們的舞蹈動作也愈趨生動。
在第一節副歌末尾，橘方把手放在下巴上，並將頭向紫方高抬，使得紫方被逼向角落。在其餘紫衣成員都面向牆壁時，只見紫衣黎波一人正視鏡頭，然後帶領夥伴走向橘方。下一個鏡頭中，兩組人馬面對面站著轉動肩膀，並把手掌放在對方的手掌前方。之後，伴舞者走出畫面，留下兩個黎波躺在地板上互相凝視。當他們再次站起來時，所有舞者都站在一排，並繞著他們的異色分身轉圈離開。橘方其後跌坐在地上看著紫方跳舞，在這期間，房間的顏色轉成全藍。兩個黎波其後被一扇門關了起來，但在紫衣黎波親吻她身後的橘衣黎波的額頭後，門就再度開啟。每個舞者先是排成V字形，再交雜在一起跳舞。影片結束時兩個黎波互相瞄了對方一眼，然後轉身面對他們的舞團。

### 評價
《V》的雷恩·H·埃利斯（Rayne H. Ellis）稱讚了影片的故事情節，並將其總結為「一個關於自愛和賦權的清晰故事」。《告示牌》的編輯尼古拉斯·賴斯（Nicholas Rice）表示黎波在影片中透過她冷暖服裝顏色的選擇和詮釋性的舞蹈，將一個人所面臨的內心鬥爭視覺化。Much的薩拉·克里斯蒂亞諾（Sara Cristiano）稱這些伴舞者「非常有才華」，並將他們的「真實性」與安妮·蓝妮克丝進行比較。《Teen Vogue》的加布·貝爾加多（Gabe Bergado）稱舞者「令人驚豔」，並將其精神與〈愛情守則〉相提並論。《滾石》的瑞恩·里德（Ryan Reed）指影片動感十足，舞蹈的編排也很用心。
《複雜》的諾拉-格雷斯·奧羅斯（Nora-Grayce Orosz）表示，黎波「將她之前發出的所有粗話都重複兩次」，並將「專業」的編舞冠以「老派」之詞。在《Spin》的評論中，托斯滕·伯克斯（Tosten Burks）指影片用色大膽。《Nylon》的哈菲扎·納齊姆（Hafeezah Nazim）稱讚了「強烈詮釋性」的編舞，並將整個影片視為「黎波與自己內心鬥爭的視覺表現。」《Promotion Music News》的評論員稱讚影片「完美地概括了一個人在分手期間面臨的那些掙扎」，並以正面積極的方式作結。在Idolator的評論中，麥克·瓦斯（Mike Wass）稱影片「情緒化」且「引人注目」，而Soundigest的馬爾·多納多（Mar Maldonado）則認為它「獨特」且「吸引眼球」。
的音樂錄影帶入圍2018年的MTV音樂錄影帶大獎「最佳編舞」、全美民選獎「2018年音樂錄影帶」，以及2019年全英音樂獎「年度英國錄影帶」。錄影帶榮獲2018年英國音樂錄影帶大獎「最佳流行錄影帶 – 英國」，並入選2018年MTV錄影帶播放獎前20名列表中。

## 現場表演
黎波於2017年6月23日在格拉斯頓柏立音樂節上初次在人群前表演。這首歌被加進杜娃·黎波同名演唱會的歌單中。在她準備在加拿大溫哥華巡迴場開唱這首歌前，大螢幕突然出現這樣的字：「您即將體驗一些露骨的語言和舉止。這是一首獻給所有傷害你的混蛋的歌。如果你想參加接下來的活動，請豎起中指」黎波於2018年2月21日在洛杉磯BBC廣播一台《Live Lounge》節目中演唱了這首歌，由查莉·XCX、莎拉·拉尔森、阿爾瑪和MØ擔任伴唱。
黎波於2018年3月14日在《艾倫·狄珍妮秀》上表演了。她穿著一件特大號的西裝，並與她的伴舞擺出幾個隊形，在舞台上四處走動。黎波於2018年3月20日夥同兩位伴唱和樂隊在《吉米夜現場》演唱了這首歌，在她唱歌的同時，歌曲的歌詞出現在她身後的螢幕上。黎波於2018年7月26日在《荷伯報到》上演唱了這首歌。一開始，黎波對著鏡子唱歌，後來有四名伴舞和包括一名電吉他手在內的樂隊加入了表演。

## 曲目清單
| - 數位下載和串流媒體 1. "IDGAF" – 3:36 - 數位下載和串流媒體 – 電台剪輯 1. "IDGAF"（電台剪輯） – 3:36 - 數位EP – 混音 1. "IDGAF"（Hazers混音） – 4:00 2. "IDGAF"（北方的安娜混音） – 3:40 3. "IDGAF"（Darius混音） – 6:46 4. "IDGAF"（年輕佛朗哥混音） – 3:14 | - 數位EP – 混音 – 奧地利、德國和瑞士版本 1. "IDGAF"（B-Case混音） – 3:14 2. "IDGAF"（Hazers混音） – 4:00 3. "IDGAF"（北方的安娜混音） – 3:40 4. "IDGAF"（Darius混音） – 6:46 5. "IDGAF"（年輕佛朗哥混音） – 3:14 - 數位EP – 混音 II 1. "IDGAF"（Initial Talk混音） – 3:27 2. "IDGAF"（Diablo和Rich Brian混音） – 3:12 3. "IDGAF"（B-Case混音） – 3:15 4. "IDGAF"（薩維蒂客串） – 3:58 5. "IDGAF"（原聲） – 3:37 |

## 參與名單
名單摘自《杜娃·黎波》內頁說明。
錄製地點
- 薩姆音樂村（英语：Sarm East Studios）（倫敦）錄製人聲
- 派拉蒙工作室（洛杉磯）錄製
- 薩姆音樂村（倫敦）策劃
- 大都會母帶公司（英语：Metropolis Mastering）（倫敦）製作母帶

人員
- 杜娃·黎波 – 主唱
- 史蒂芬·「科茲」·梅紐克（英语：Stephen Kozmeniuk） – 製作、貝斯、鼓、鋼琴、合成器
- 拉爾茲·普林西帕托 – 聯合製作、吉他
- 托德·克拉克（英语：Todd Clark） – 額外和聲
- MNEK（英语：MNEK） – 額外和聲
- 洛娜·布萊克伍德（Lorna Blackwood） – 聲樂製作
- 金·卡茨（Kim Katz） – 唱片策劃
- 喬爾·彼得斯（Joel Peters） – 策劃
- 傑夫·岡內爾（Jeff Gunnell） – 協助策劃
- 喬什·古德溫（Josh Gudwin） – 混音
- 約翰·戴維斯（John Davis） – 母帶製作

## 排行榜
| 榜單（2018年）                            | 峰值 |
| ----------------------------------------- | ---- |
| 阿根廷盎格魯（拉美監控）                  | 8    |
| 澳大利亚（澳大利亚唱片业协会單曲榜）      | 3    |
| 奥地利（Ö3四十强单曲榜）                  | 6    |
| 比利时佛兰德（Ultratop五十强单曲榜）      | 4    |
| 比利时瓦隆（Ultratop五十强单曲榜）        | 3    |
| 玻利維亞（拉美監控）                      | 10   |
| 巴西（克勞利國際流行歌曲榜）              | 7    |
| 加拿大（Canadian Hot 100）                | 29   |
| 独联体（Tophit独联体电台榜）              | 96   |
| 克羅埃西亞（克羅地亞廣播電視台）          | 1    |
| 哥倫比亞（國家報告）                      | 46   |
| 捷克（電台百強單曲榜）                    | 11   |
| 捷克（百強數位單曲榜）                    | 4    |
| 丹麥（Hitlisten单曲榜）                   | 17   |
| 厄瓜多（國家報告）                        | 54   |
| 歐洲（《告示牌》Euro Digital Song Sales） | 7    |
| 芬兰（芬蘭官方單曲榜）                    | 17   |
| 法国（法國唱片出版業公會單曲榜）          | 71   |
| 德国（德國官方單曲榜）                    | 12   |
| 希臘（國際唱片業協會希臘分會）            | 6    |
| 匈牙利（四十強單曲榜）                    | 21   |
| 匈牙利（四十強串流榜）                    | 3    |
| 愛爾蘭（愛爾蘭唱片音樂協會单曲榜）        | 1    |
| 以色列（媒體森林）                        | 2    |
| 意大利（意大利音乐产业联盟单曲榜）        | 12   |
| 盧森堡（《告示牌》數位歌曲榜）            | 9    |
| 馬來西亞（馬來西亞唱片業協會）            | 4    |
| 墨西哥（《告示牌》熱播榜）                | 26   |
| 荷兰（荷蘭四十強單曲榜）                  | 4    |
| 荷兰（百强单曲榜）                        | 8    |
| 新西兰（新西兰唱片音乐协会单曲榜）        | 5    |
| 挪威（世道單曲榜）                        | 5    |
| 波蘭（波蘭百大電台榜）                    | 3    |
| 波蘭（波蘭五十強舞曲榜）                  | 38   |
| 葡萄牙（葡萄牙唱片業協會单曲榜）          | 7    |
| 羅馬尼亞（百強熱播榜）                    | 55   |
| 蘇格蘭（官方榜单公司單曲榜）              | 5    |
| 新加坡（新加坡唱片業協會）                | 7    |
| 斯洛伐克（電台百強單曲榜）                | 12   |
| 斯洛伐克（百強數位單曲榜）                | 3    |
| 斯洛維尼亞（斯洛維尼亞五十強榜）          | 9    |
| 南韓（Gaon國際單曲榜）                    | 26   |
| 西班牙（西班牙音樂製作協會）              | 31   |
| 瑞典（瑞典最熱榜）                        | 15   |
| 瑞士（瑞士热门音乐榜）                    | 19   |
| 英國（官方榜单公司單曲榜）                | 3    |
| 美国（《告示牌》百大單曲榜）              | 49   |
| 美國（《告示牌》Adult Pop Airplay）       | 36   |
| 美國（《告示牌》Dance Club Songs）        | 1    |
| 美國（《告示牌》Pop Airplay）             | 12   |
| 委內瑞拉（國家報告）                      | 57   |

| 榜單（2018年）               | 峰值 |
| ---------------------------- | ---- |
| 巴西（巴西唱片業協會串流榜） | 45   |

| 榜單（2018年）                     | 峰值 |
| ---------------------------------- | ---- |
| 澳洲（澳洲唱片業協會單曲榜）       | 18   |
| 阿根廷（拉美監控）                 | 83   |
| 奧地利（Ö3四十強單曲榜）           | 41   |
| 比利時佛兰德（Ultratop）           | 10   |
| 比利時瓦隆（Ultratop）             | 46   |
| 加拿大（加拿大百強單曲榜）         | 64   |
| 丹麥（Tracklisten）                | 40   |
| 薩爾瓦多（拉美監控）               | 78   |
| 法國（法國唱片出版業公會）         | 123  |
| 德國（德國官方單曲榜）             | 48   |
| 愛爾蘭（愛爾蘭唱片音樂協會）       | 5    |
| 以色列（Galgalatz）                | 6    |
| 義大利（義大利音樂產業聯盟）       | 32   |
| 荷蘭（荷蘭四十強單曲榜）           | 24   |
| 荷蘭（百強單曲榜）                 | 35   |
| 紐西蘭（新西兰唱片音乐协会）       | 14   |
| 波蘭（波蘭百強電臺榜）             | 40   |
| 葡萄牙（葡萄牙唱片業協會）         | 21   |
| 斯洛維尼亞（斯洛維尼亞五十強榜）   | 27   |
| 瑞典（瑞典最熱榜）                 | 43   |
| 瑞士（瑞士熱門音樂榜）             | 66   |
| 英國（官方榜单公司單曲榜）         | 11   |
| 美國（《告示牌》百大單曲榜）       | 98   |
| 美國（《告示牌》舞曲夜店歌曲榜）   | 7    |
| 美國（《告示牌》主流四十強單曲榜） | 43   |

| 榜單（2019年）             | 峰值 |
| -------------------------- | ---- |
| 葡萄牙（葡萄牙唱片業協會） | 171  |

## 銷量認證
| 地區                                 | 认证    | 认证单位/销量 |
| ------------------------------------ | ------- | ------------- |
| 澳大利亚（澳大利亚唱片业协会）       | 4× 白金 | 280,000‡      |
| 奥地利（國際唱片業協會奧地利分會）   | 金      | 15,000‡       |
| 比利时（比利時唱片音樂協會）         | 金      | 15,000‡       |
| 加拿大（加拿大音乐协会）             | 5× 白金 | 400,000‡      |
| 丹麦（國際唱片業協會丹麥分會）       | 白金    | 90,000‡       |
| 法国（法國唱片出版業公會）           | 白金    | 200,000‡      |
| 德国（聯邦音樂產業協會）             | 金      | 200,000‡      |
| 意大利（意大利音乐产业联盟）         | 2× 白金 | 100,000‡      |
| 新西兰（新西兰唱片音乐协会）         | 白金    | 30,000‡       |
| 挪威（國際唱片業協會挪威分会）       | 2× 白金 | 120,000‡      |
| 波兰（波蘭音像製造商協會）           | 4× 白金 | 200,000‡      |
| 葡萄牙（葡萄牙唱片業協會）           | 白金    | 10,000‡       |
| 西班牙（西班牙音樂製作協會）         | 白金    | 40,000‡       |
| 英国（英国唱片业协会）               | 2× 白金 | 1,200,000‡    |
| 美国（美國唱片業協會）               | 2× 白金 | 2,000,000‡    |
| 串流媒體                             |         |               |
| 瑞典（瑞典唱片業協會）               | 白金    | 8,000,000†    |
| ‡僅含認證的+實際銷量 †僅含認證的銷量 |         |               |

## 發行日期
| 地區   | 日期          | 格式          | 版本      | 唱片公司 | 來源   |
| ------ | ------------- | ------------- | --------- | -------- | ------ |
| 多國   | 2018年1月12日 | 數位下載 串流 | 原始      | 華納兄弟 | [ 18 ] |
| 多國   | 2018年1月12日 | 數位下載 串流 | 電台剪輯  | 華納兄弟 | [ 19 ] |
| 澳洲   | 2018年1月19日 | 當代流行電台  | 電台剪輯  | 華納兄弟 | [ 20 ] |
| 義大利 | 2018年1月19日 | 當代流行電台  | 電台剪輯  | 華納兄弟 | [ 21 ] |
| 俄羅斯 | 2018年2月23日 | 當代流行電台  | 電台剪輯  | 華納兄弟 |        |
| 多國   | 2018年2月23日 | 數位下載 串流 | 混音EP    | 華納兄弟 | [ 24 ] |
| 奧地利 | 2018年2月23日 | 數位下載 串流 | 混音EP    | 環球     | [ 25 ] |
| 德國   | 2018年2月23日 | 數位下載 串流 | 混音EP    | 環球     | [ 25 ] |
| 瑞士   | 2018年2月23日 | 數位下載 串流 | 混音EP    | 環球     | [ 25 ] |
| 美國   | 2018年2月27日 | 當代流行電台  | 電台剪輯  | 華納兄弟 | [ 23 ] |
| 多國   | 2018年5月4日  | 數位下載 串流 | 混音II EP | 華納兄弟 | [ 26 ] |

## 外部鏈結
- YouTube上的Dua Lipa - IDGAF (Official Music Video)